# Bahnhof London Necropolis

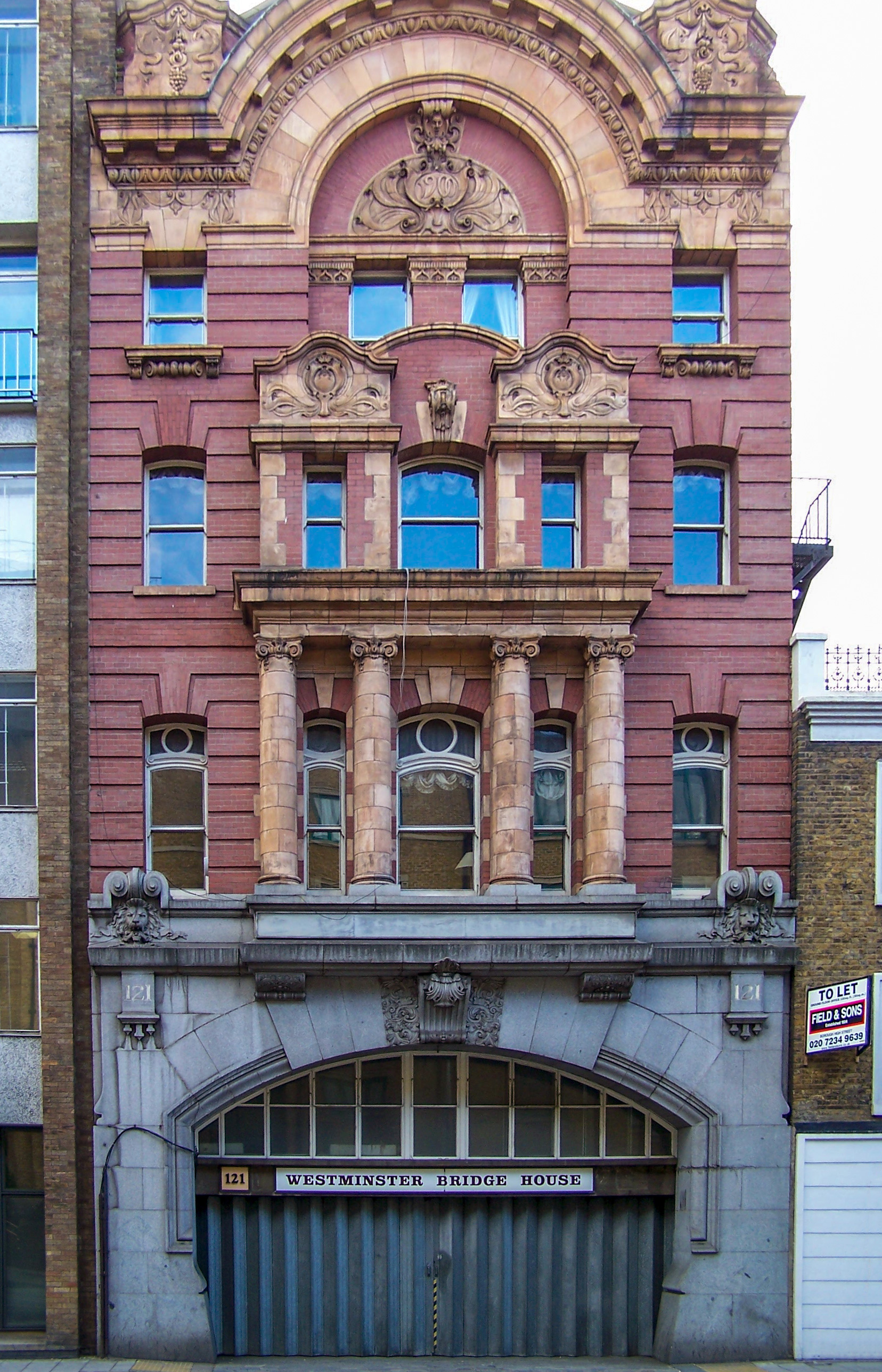
Ehemaliges Empfangsgebäude an der 121 Westminster Bridge Road

London Necropolis war ein Bahnhof, der eine Anbindung des Friedhofs Brookwood an London herstellte. Er wurde 1854 gebaut, 1941 während des London Blitz bis auf das Empfangsgebäude zerstört und nach dem Krieg nicht wieder aufgebaut.

## Geschichte
Da in den 1850er Jahren die Beseitigung der Leichen in London aufgrund der beengten Platzverhältnisse immer schwieriger wurde, errichtete die London Necropolis Company im Jahr 1852 einen Großfriedhof in Woking in der Grafschaft Surrey, seinerzeit der größte Friedhof der Welt. Um einen effektiven Transport zu gewährleisten, baute diese Gesellschaft auch einen Bahnhof, der sich direkt neben dem Bahnhof Waterloo an der Strecke der London and South Western Railway befand. Der Bahnhof wurde am 13. November 1854 eröffnet, er lag an der Kreuzung der York Street (heute Leake Street) und Westminster Bridge Road. Die Totenzüge zum Friedhof Brookwood bestanden aus drei Wagen, die sowohl die Särge als auch die Trauergesellschaft direkt bis zu einem Bahnsteig auf dem Friedhofsgelände transportierten. Bis ca. 1900 verkehrten die Züge täglich, von da ab „nach Bedarf“, was bis in die 1930er Jahre durch die zunehmende Konkurrenz von Straßenfahrzeugen zu einer Ausdünnung des Taktes und einer Zugfolge von zwei Zügen in der Woche führte.
Durch den Umbau des Bahnhofs Waterloo verlegte man den Bahnhof Necropolis im Jahr 1902 auf das Grundstück 121 Westminster Bridge Road. Am 16. April 1941 wurde dann schließlich ein Großteil des Bahnhofsgebäudes während eines deutschen Luftangriffs dem Erdboden gleichgemacht. Der Bahnhof wurde nicht wieder aufgebaut, lediglich das Empfangsgebäude existiert heute noch.